# 電母
電母，又稱金光聖母、火電公主，為中國神話傳說雷公之妻。主要掌管閃電。為自然之神、也為天上星宿之一。號曰「電母秀天君」。面容如女，樣貌端雅，兩手執鏡。常與雷公一起被提及。

## 起源和考古研究

### 卜辞与甲骨文
晚商卜辞中，区分了“震”（雷）与“电”（闪电）二字，表明人们已将雷电视为两个独立的超自然力量。卜辞多以“癸卜（询问神意）……爻（裂纹形成）……申神震／电”之式记录，虽未明名“电母”，但体现闪电女神职能的萌芽。
甲骨文不仅为我们提供了“电”“震”两神的早期分工证据，也间接佐证了后来电母与雷公配合的神话模式。甲骨文学者傅斯年等认为，这种分列神性的现象，正是母系氏族对自然现象进行女性化崇拜的文化遗存

### 金文与青铜礼器
西周青铜器铭文中，虽很少直接提到“电母”，但多见“惩伐不义”“昭明天道”等与闪电裁决相关的词句。例如《牧誓》铭的“惩乱不义，以昭九州”，暗合电母“镜光昭彰、惩戒作恶”之职能雏形。礼器上的鸟兽纹、闪电纹常被视为对天象神力的象征铭记。

### 镜之崇拜与电母象征
汉代以后，铜镜已成为民间及道教供奉的重要器物。500 BCE–200 CE时期出土的镜具中，背面精铸神祇纹饰，少数呈现双人并立、一手执镜、一手持锤（雷公）之形象，学者认为此即电母—雷公组合的早期物质化表达。
河北、河南多处西汉墓葬壁画，描绘天女执镜、手托日轮的图像，学界多将其与电母演化相关联；同时，镜具随葬率显著提升，反映死者对“光明惩恶”“身后得护”神力的双重预期。

## 傳說
很久以前，有一位寡婦和年邁婆婆同住在一起，婆婆患病欲吃肉，由於家貧無錢購買，寡婦在孝心使然下，割下自己手腕處的肉煮熟，給婆婆食用。料不到腕肉堅韌難咬，婆婆大失所望，罵媳婦不孝順，叫她把肉倒掉。媳婦滿懷委屈的將肉倒入水溝，剛好被雷公看見。其二版本是寡婦為了孝順婆婆，將白米飯全都留給婆婆吃，自己只吃絲瓜籽果腹。婆婆發現真相，不捨媳婦的一片孝心，便搶著和媳婦分絲瓜籽，搶奪時不小心將一碗絲瓜籽打翻了，被雷公看見。其三版本為媳婦把白米留給婆婆吃，自己只吃米糠，吃完後再將多的米糠倒掉，結果有一天媳婦把米糠倒到水溝的時候剛好被雷公看到。在各種版本中雷公都以為她糟蹋糧食，於是打雷一聲將寡婦轟死。後來玉皇大帝知悉此事乃雷公所鑄下之大錯，為了彌償寡婦，便封她為「電母」，賜配給雷公為妻。
電母亦叫為「爍爁婆」（爍爁（sih-nah），閩南語「閃電」之意），兩手執鏡運光，每當雷公打雷之前，電母便發出一道閃電，照明是非善惡，以免冤情再度發生。除了一般職務之外，據說當雷公跟電母吵架的時候，天上也會雷電交加。